# Будинок 1000 трупів
Будинок 1000 трупів (англ. House of 1000 Corpses) — американський фільм жахів (слешер) з елементами чорного гумору 2003 року режисера Роба Зомбі.

## Сюжет
Літнім вечором в невеликому приміському магазині жахів між собою спілкуються одягнений в костюм клоуна з розмальованим обличчям власник магазину і літній чоловік. Незабаром старий відлучається в туалет, а в цей самий час в магазин вриваються двоє озброєних грабіжників і починають загрожувати власнику магазину. Однак власник в костюмі клоуна зовсім не лякається, а навпаки починає всіляко підбивати і розохочує грабіжників. Раптово з'являється людина в масці і з лопатою, обеззброює грабіжників, після чого клоун — власник магазину холоднокровно їх розстрілює і ще скаржиться, що вони заляпали кров'ю його найкращий костюм.
Дві молоді пари подорожують на машині по американській провінції. По радіо передають повідомлення про зникнення молодих дівчат, але компанія не надає цьому факту значення. Незабаром компанія зупиняється біля дивного магазинчика біля дороги, в якому розгорнулася минула кривава сцена. Заглянувши в крамницю Капітана Сполдинга (саме так звали клоуна-власника магазину жахів) — ексцентричного чоловіка середніх років, вони дізнаються від нього різні легенди про маніяків-убивць, в тому числі відвідують створену ним галерею знаменитих вбивць, де дізнаються про місцевого маніяка доктора Сатану, якого врешті спіймали і повісили, але його тіло згодом таємниче зникло. З'ясовується, що місце страти Доктора Сатани знаходиться зовсім неподалік, і, попри невдоволення дівчат, четверо вирушають на дослідження, використовуючи намальовану Сполдінгом карту. Попереду їх чекає невипадкова поломка машини, дивна мокнуча під дощем дівчина, яку вони погодилися підвезти, і відвідування вкрай ексцентричної сім'ї, яка після дріб'язкової сварки виявляється зборищем кровожерливих садистів, які і є причиною зникнення дівчат. Садисти мучать і жорстоко вбивають головних героїв, перериваючись лише для розправи з новими гостями — нарядом поліції і батьком однієї з дівчат. Поліцейських і старого вбивають, а з особи старого один з садистів робить собі маску. Виявляється, що Доктор Сатана живий і продовжує свої моторошні досліди. Він розправляється з головними героями, і лише одній дівчині вдається втекти. Вона ловить машину, і за кермом виявляється Капітан Сполдінг. Дівчина каже йому, що їй потрібно до лікаря, і Капітан її заспокоює тим, що обов'язково відвезе її до лікаря, але з заднього сидіння висовується один з садистів і нокаутує дівчину, і вона приходить до тями вже у «лікаря» — у Доктора Сатани, який її жорстоко вбиває.

## У ролях
| Актор              | Роль                              |
| ------------------ | --------------------------------- |
| Сід Хейг           | Капітан Сполдінг                  |
| Білл Мослі         | Отіс Дріфтвуд                     |
| Шері Мун Зомбі     | Малятко Файрфлай                  |
| Карен Блек         | Матуся Файрфлай                   |
| Кріс Гардвік       | Джеррі Голдсміт                   |
| Ерін Деніелс       | Деніз Вілліс                      |
| Дженніфер Джостін  | Мері Ноулз                        |
| Рейн Вілсон        | Білл Хадлі                        |
| Волтон Гоггінс     | помічник шерифа Стів Неш          |
| Том Тоулз          | помічник шерифа Джорджа Вайдел    |
| Меттью МакГрорі    | Тайні Фейрфлай                    |
| Роберт Аллен Мюкс  | Руфус                             |
| Денніс Фімпл       | дідусь Г'ю                        |
| Гаррісон Янг       | батько Деніз Дональд «Дон» Вілліс |
| Вільям Бассетт     | шериф Френк Гастон                |
| Ірвін Кіз          | Равеллі                           |
| Майкл Джей Поллард | приятель капітана Сполдинга Стакі |